# ТЕЦ Краків
ТЕЦ Краків — теплоелектроцентраль у другому за величиною місті Польщі Кракові.

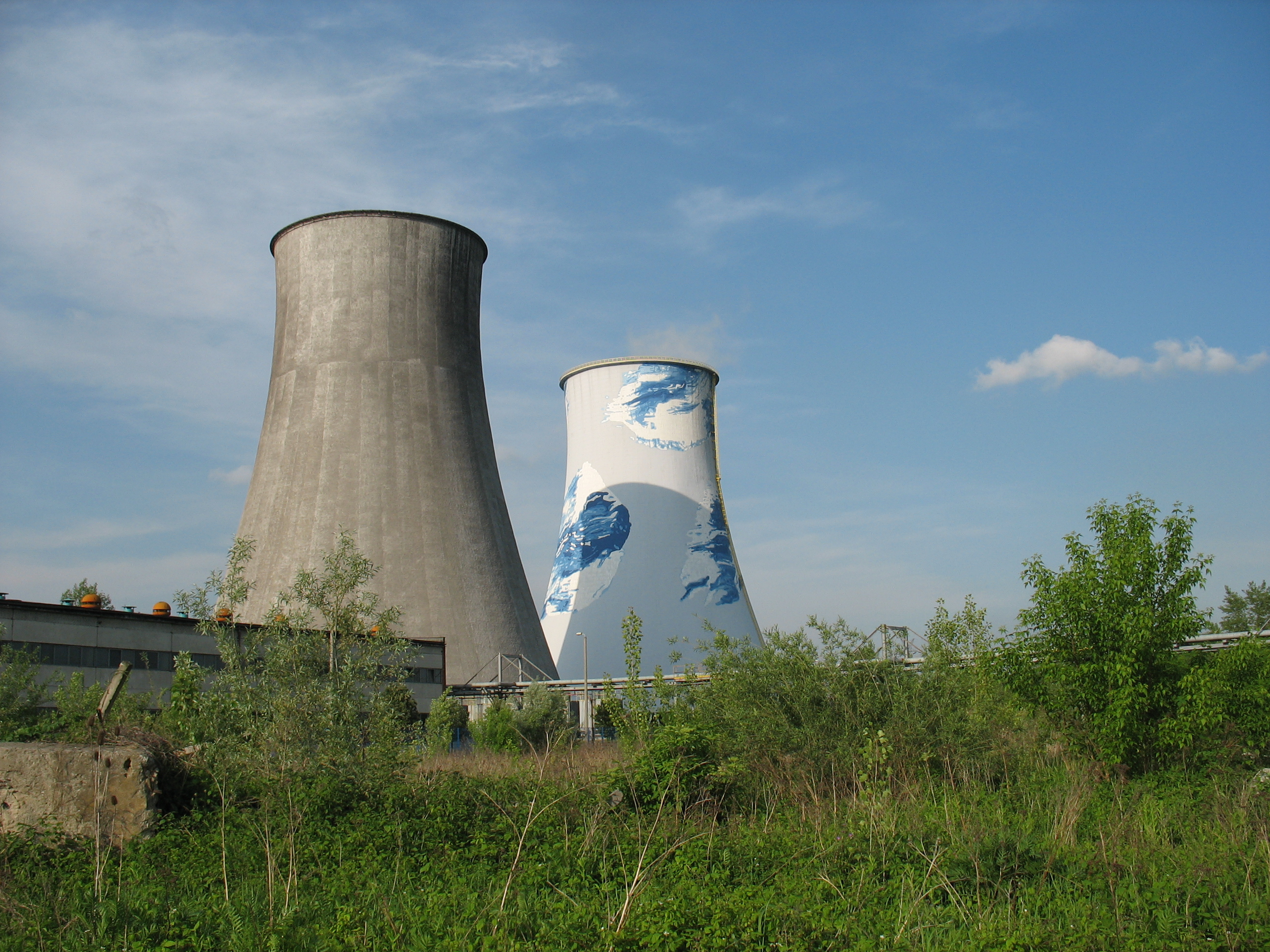
Градирні станції

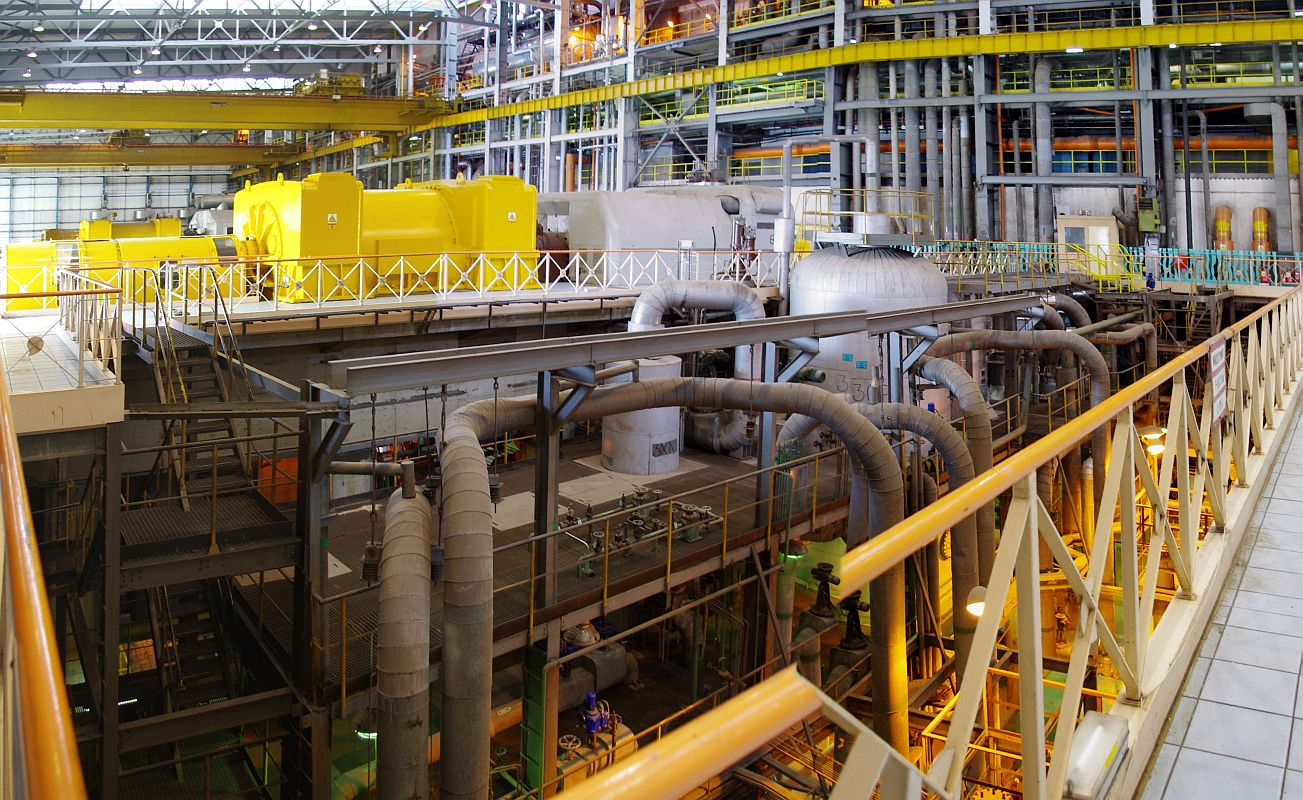
Обладнання станції

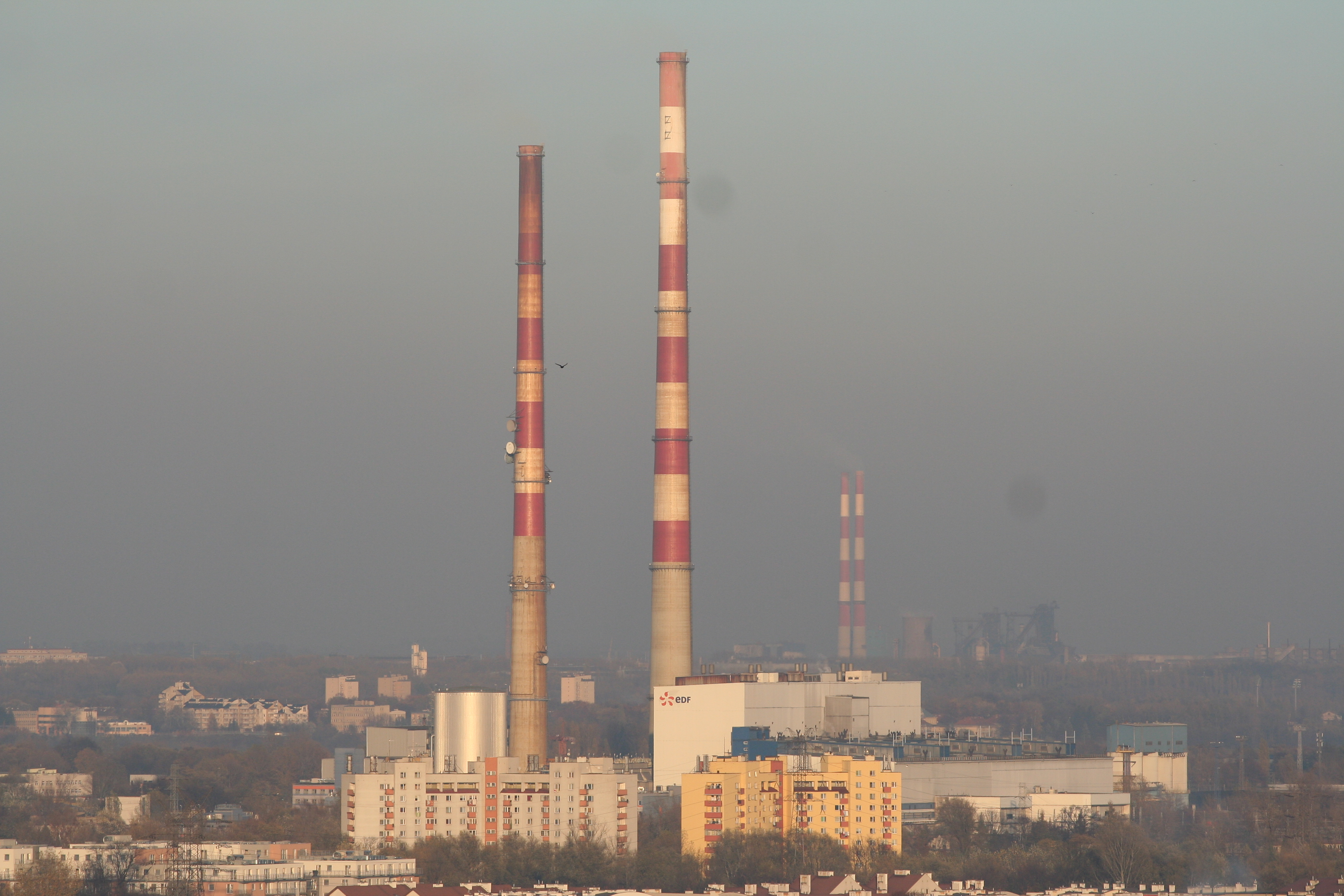
Димарі висотою 225 та 262 метри (перший демонтований у 2016-му)

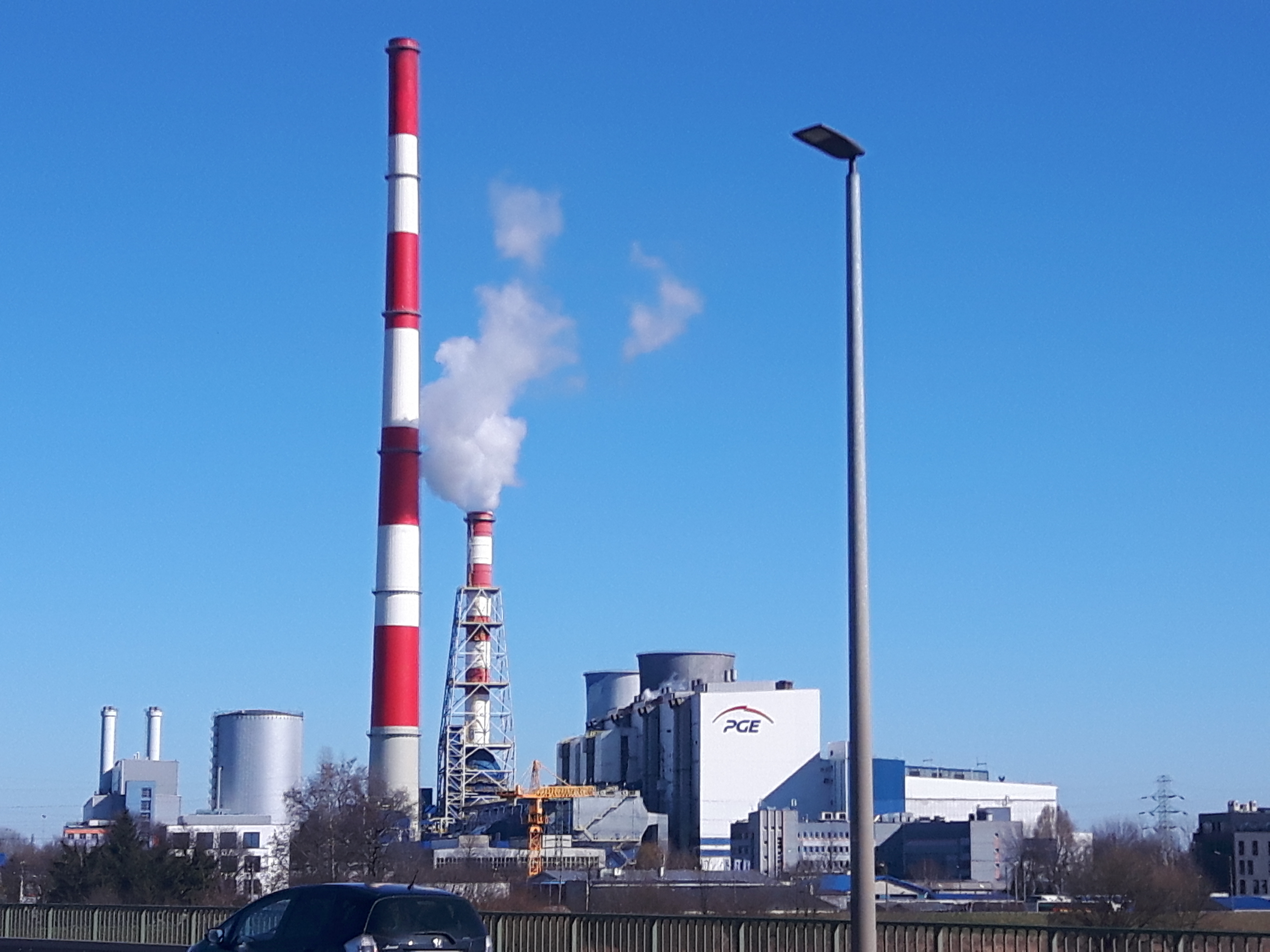
Димар висотою 225 метрів вже демонтований, зате з'явилась споруда висотою 120 метрів для установки десульфуризації

Із 1905 року в Кракові діяла муніципальна електростанція, котра поступово досягла потужності у 23,4 МВт. У 1930-х вона також почала подавати технологічну пару для сусідніх підприємств, а з 1958-го долучилась до теплопостачання міста. З плином часу наявність цього об'єкту в центрі Кракова почала викликати невдоволення — не лише через забруднення повітря, але й у зв'язку із зупинкою руху автомобілів та трамваїв під час проходження вагонів з вугіллям для ТЕЦ. Як наслідок, у 1970-му започаткували новий енергетичний майданчик в районі Ленг, котрий спершу діяв як котельня. Він почав роботу із водогрійним котлом рацибузької компанії Rafako, котрий відносився до типу WP-70 та мав теплову потужність у 81 МВт. До 1975-го тут встановили ще три котли того ж виробника, проте більш потужні — WP-120 із показником по 140 МВт.
У 1976-му стару муніципальну ТЕЦ закрили, а невдовзі на лензькому майданчику запрацювала повноцінна теплоелектроцентраль. Спершу в 1977—1978 роках ввели в експлуатацію два енергоблоки типу ВС-90. Кожен з них мав паровий котел Rafako ОР-380, теплофікаційну турбіну 13UP125 виробництва Zamech (Ельблонг) та генератор TGH-120, постачений компанією Dolmel (Вроцлав). Електрична потужність одного блоку становила 120 МВт при тепловій потужності 150 МВт.
У 1984—1985 роках стали до ладу ще два блоки. На цей раз вони відносились до типу ВС-100, та відрізнялись від попередніх котлом ОР-430 і теплофікаційною турбіною 13UP110. Електрична потужність одного такого блоку зменшилась до 110 МВт, зате теплова досягла 191 МВт.
До 1986-го ввели ще два водогрійні котли WP-120, так що загальна теплова потужність Краківської ТЕЦ досягла 1547 МВт.
Наразі котел WP-70 вже не використовується, а електрична та теплова потужність станції визначається на рівні 480 МВт та 1644 МВт. Загальна паливна ефективність станції при комбінованому виробництві енергії у 2019 році становила 74,8 %.
Для покриття пікових коливань протягом доби ТЕЦ має резервуар-акумулятор гарячої води об'ємом 18 тис. м3.
Кам'яне вугілля доправляють на ТЕЦ залізничним транспортом (первісний проект спорудження для цього пристані на Віслі так і не реалізували), а золу вивозять автомобілями.
Видалення продуктів згоряння відбувалось за допомогою двох димарів висотою 225 та 262 метрів. У 2016-му разом з установкою десульфуризації ввели в дію ще один димар висотою 120 метрів. Оскільки умовами ліцензії передбачалась наявність на майданчику лише двох таких споруд, димар висотою 225 метрів демонтували.
Зв'язок з енергосистемою відбувається по ЛЕП, розрахованій на роботу під напругою 110 кВ.
ТЕЦ постачає до 70 % необхідного Кракову тепла.